# Crkva i samostan sv. Nikole u Komiži
Crkva i samostan sv. Nikole u Komiži katolička je crkva u gradu Komiži i zaštićeno kulturno dobro.

## Opis dobra
Nekadašnji benediktinski samostan s crkvom sv. Nikole i romaničkim fortifikacijama izgrađen je u 13.st. iznad Komiže, na brežuljku koji dominira komiškim zaljevom. U 16. i 17. st. crkva je dograđena i barokizirana, a cijeli je sklop utvrđen bastionom. U interijeru peterobrodne crkve nastale povezivanjem bočnih kapela ističu se drveni i mramorni oltari, a posebice su očuvane nadgrobne ploče. Kasnobarokni zvonik koji nadvisuje glavno pročelje sagrađen je na romaničkoj kuli. Crkva je građena fino obrađenim bijelim klesancima, dok je barokna utvrda iz pravilnih klesanih blokova crvenkastog konglomerata – breče.

## Zaštita
Pod oznakom Z-5861 zavedena je kao nepokretno kulturno dobro - pojedinačno, pravna statusa zaštićena kulturnog dobra, klasificirano kao "sakralna graditeljska baština".